# Nikolay Sviridov
Pour les articles homonymes, voir Sviridov.
Nikolay Ivanovitch Sviridov (en russe : Николай Иванович Свиридов, Nikolaï Ivanovitch Sviridov), né le 6 juin 1938 à Staraya Veduga (république socialiste fédérative soviétique de Russie, URSS) et mort le 14 juin 2023 à Voronej (Russie), est un athlète représentant l'Union soviétique, spécialiste du fond et du cross-country. 

## Palmarès
| Date | Compétition                            | Lieu    | Résultat | Épreuve     | Performance    |
| ---- | -------------------------------------- | ------- | -------- | ----------- | -------------- |
| 1968 | Jeux olympiques                        | Mexico  | 7e       | 5 000 m     | 14 min 18 s 4  |
| 1968 | Jeux olympiques                        | Mexico  | 5e       | 10 000 m    | 29 min 43 s 2  |
| 1969 | Championnats d'Europe                  | Athènes | 3e       | 10 000 m    | 28 min 45 s 8  |
| 1970 | Championnats d'Europe en salle         | Vienne  | 4e       | 3 000 m     | 7 min 54 s 6   |
| 1972 | Jeux olympiques                        | Munich  | 8e       | 5 000 m     | 13 min 39 s 31 |
| 1973 | Championnats du monde de cross-country | Waregem | 9e       | Individuel  | 36 min 19 s    |
| 1973 | Championnats du monde de cross-country | Waregem | 2e       | Par équipes | 119 pts        |

## Records
| Épreuve       | Performance    | Lieu     | Date              |
| ------------- | -------------- | -------- | ----------------- |
| 5 000 mètres  | 13 min 30 s 27 | Helsinki | 16 septembre 1973 |
| 10 000 mètres | 27 min 58 s 6  | Moscou   | 10 juillet 1973   |